# Giovanni Bono (scultore)
Giovanni Bono o Buon, o ancora Bon (... – dopo il 1442) è stato uno scultore e architetto italiano.

## Biografia
Figlio di Bertuccio, proveniva da una famiglia di probabile origine campionese. Fu il più insigne scultore attivo a Venezia tra il Tre e il Quattrocento, costituendo il punto di contatto fra Jacobello e Pierpaolo dalle Masegne e il figlio Bartolomeo.
Viene citato per la prima volta nel 1382, quando risulta domiciliato a Santa Sofia. Dieci anni dopo risulta impegnato alla chiesa della Madonna dell'Orto, forse con la realizzazione di alcune statue della facciata.
Nel 1422-30 è tra i maestri impegnati nella costruzione della Ca' d'Oro; tra questi, il figlio Bartolomeo (che lo affiancherà anche in altri lavori), Marco di Amedeo e Matteo Raverti. Nel 1426 viene incaricato di ricostruire il Palazzo Ducale nel lato rivolto a piazzetta San Marco: di questo lavoro si ricorda in particolare la Porta della Carta (il contratto è del 1438), la quale recherà la sola firma del figlio essendo Giovanni spirato prima di terminarla. Nel 1437 è chiamato a realizzare il portale della Scuola Grande di San Marco, alla quale era iscritto, ma venne distrutto dall'incendio del 1485.
Su di lui si hanno poche altre notizie. La critica attuale gli attribuisce anche l'altare dei Mascoli della basilica di San Marco e in particolare le tre statue raffiguranti la Madonna tra San Pietro e San Marco, le quali dimostrano dei chiari legami con lo stile dei Masegne e dei maestri pisani. Il paliotto dello stesso sarebbe invece del figlio Bartolomeo. Potrebbe essere l'autore, sempre a San Marco, di una Madonna del presbiterio e di due plutei con busti di santi, oggi esposti al Museo del Seminario.

## Galleria d'immagini

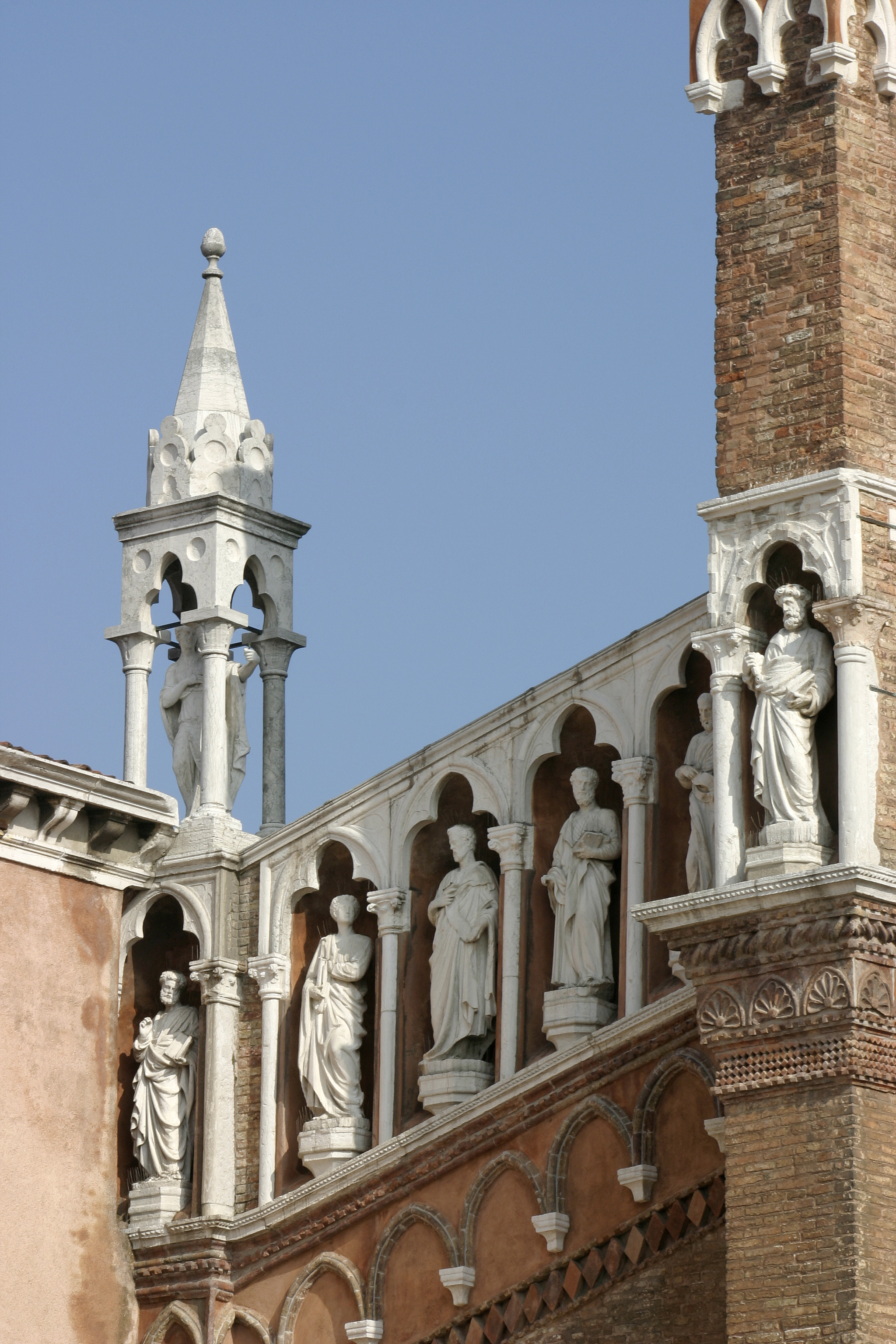
Statue sulla facciata della Madonna dell'Orto.
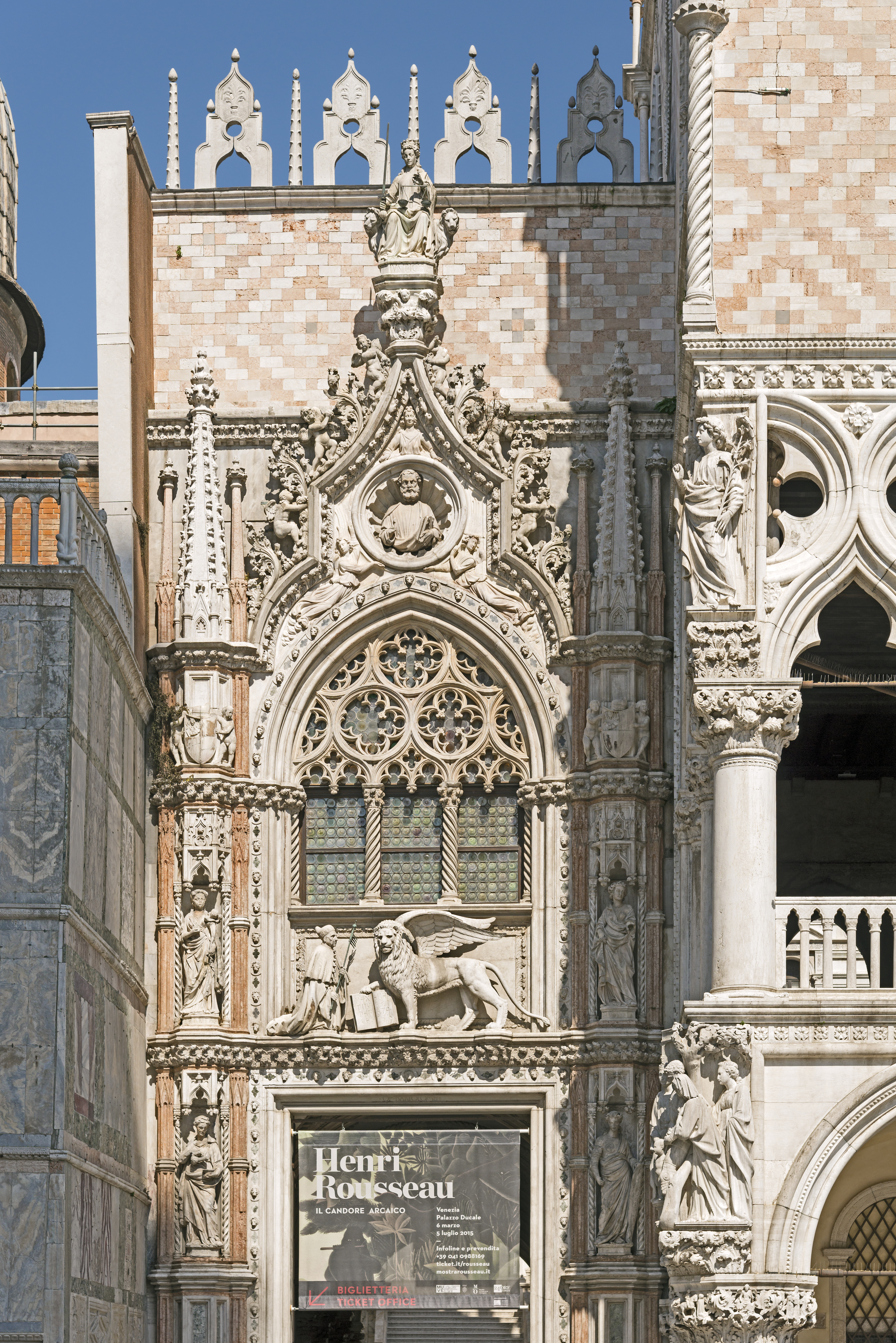
Porta della Carta.
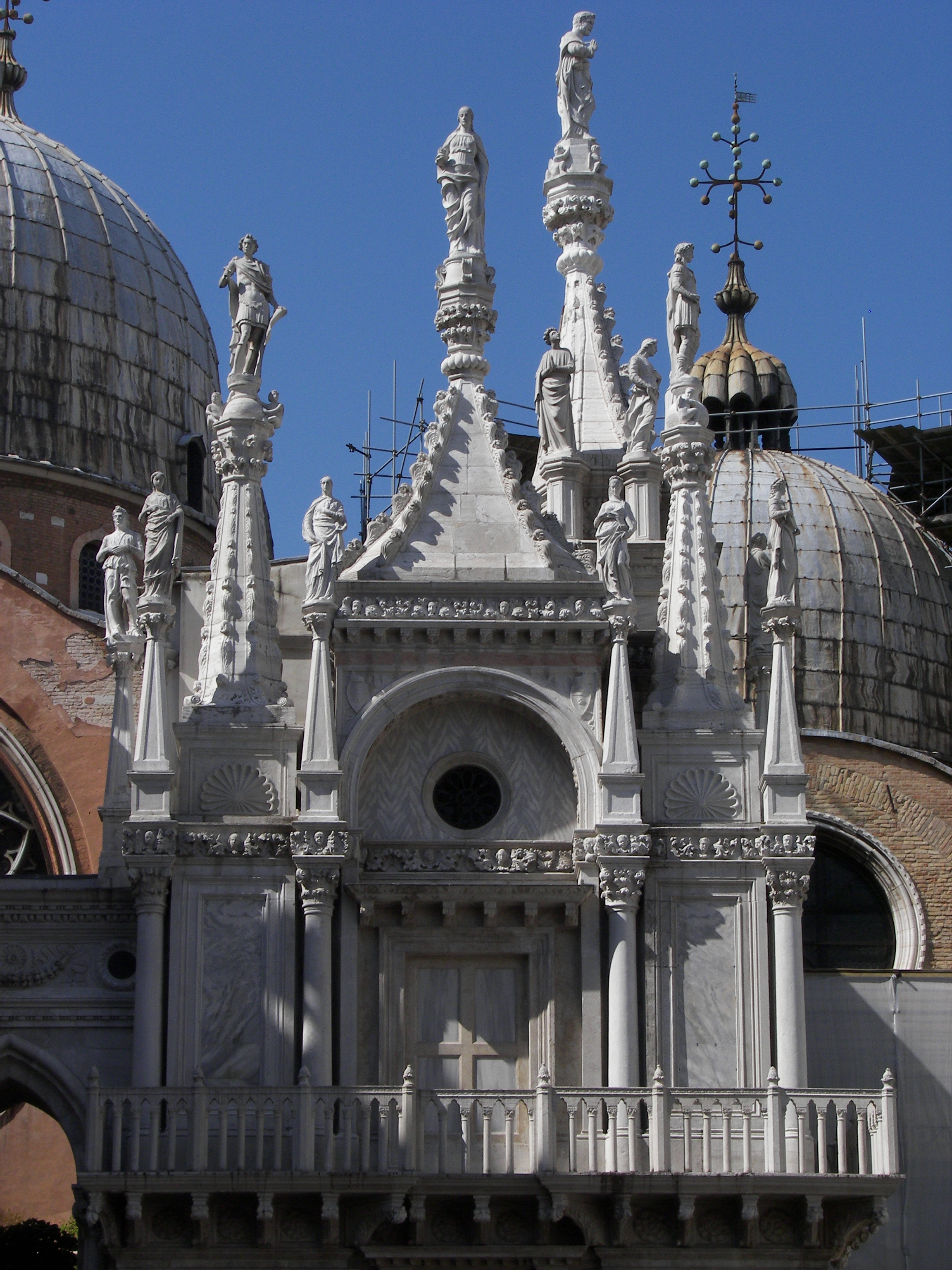
Arco Foscari.